# Avraham Katznelson

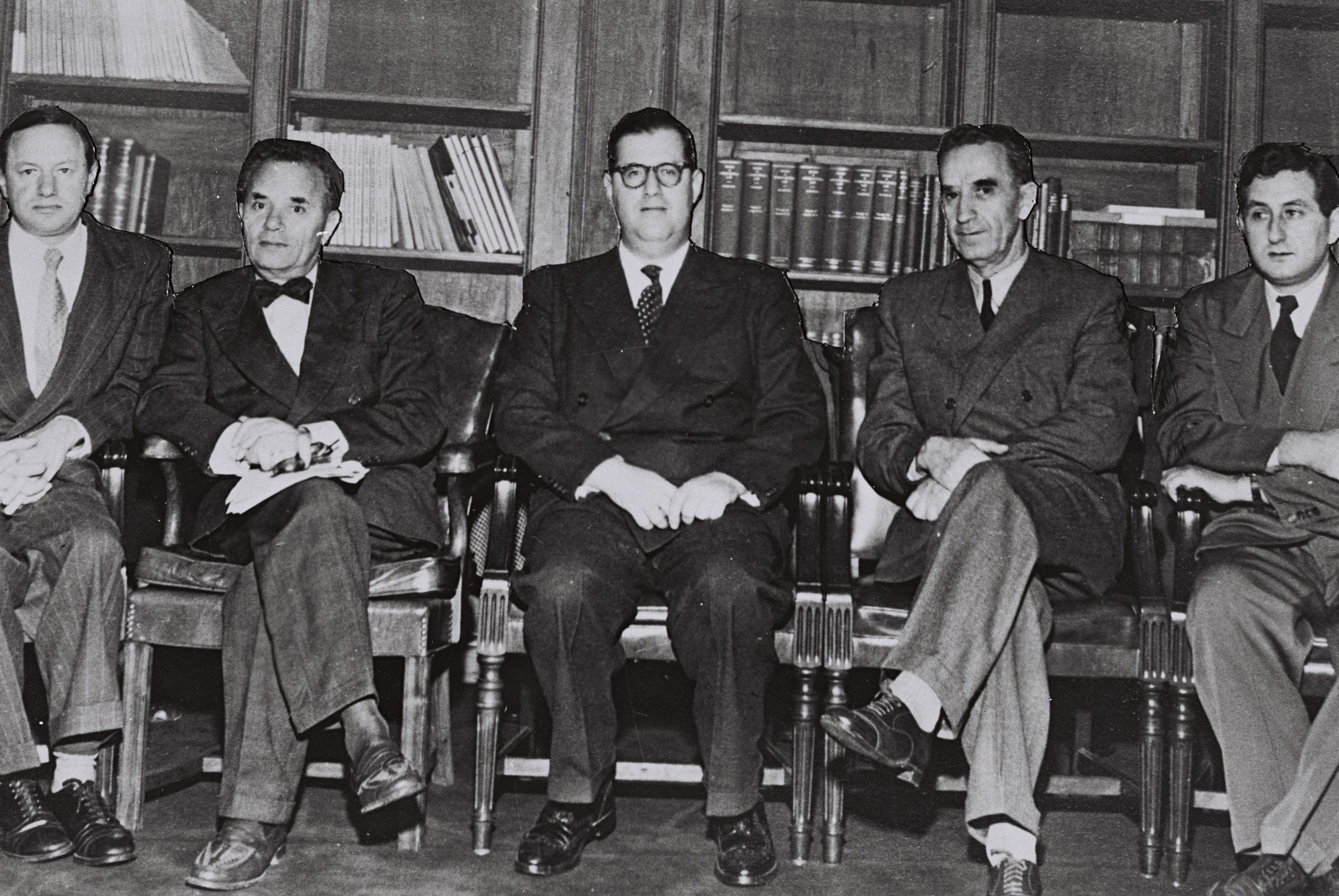
Katznelson (segundo desde la derecha) con Abba Eban (centro) y la delegación de Israel ante las Naciones Unidas, 1950

Dr. Avraham Katznelson (en hebreo: אברהם קצנלסון‎), (1888 - 18 de mayo de 1956), más tarde conocido como Avraham Nissan, fue un médico y figura política sionista en el Eretz Israel. Fue signatario de la Declaración de Independencia de Israel.

## Biografía
Katznelson nació en 1888 en Babruysk, Imperio Ruso (actualmente Bielorrusia). Asistió a la Universidad de San Petersburgo y a la Universidad de Moscú. Durante la Primera Guerra Mundial sirvió en el ejército ruso como médico. Emigró a Eretz Israel en 1924.
Residente de Jerusalén, Katznelson se convirtió en miembro de los comités centrales del Mapai y Hashomer Hatzair, representando al primero en el Vaad Leumi y Moezet HaAm de 1931 a 1948, y también se desempeñó como director del departamento de salud del Ejecutivo Sionista. Como tal, en 1948 estuvo entre los signatarios de la Declaración de Independencia de Israel, y fue inmediatamente cooptado en el Consejo de Estado Provisional. También participó en la fundación de la estación de radio Kol Yisrael, que comenzó a transmitir el día que se declaró la independencia.
Después de la independencia fue designado como enviado a Escandinavia y más tarde tomó un apellido hebreo, Nissan.
Su hermana Rachel Katznelson-Shazar fue esposa del presidente Zalman Shazar, mientras que él fue tío de Shmuel Tamir. Sus nietos, Miko Peled y la académica Nurit Peled-Elhanan, son activistas por la paz.